# Dialekt kosowsko-resawski

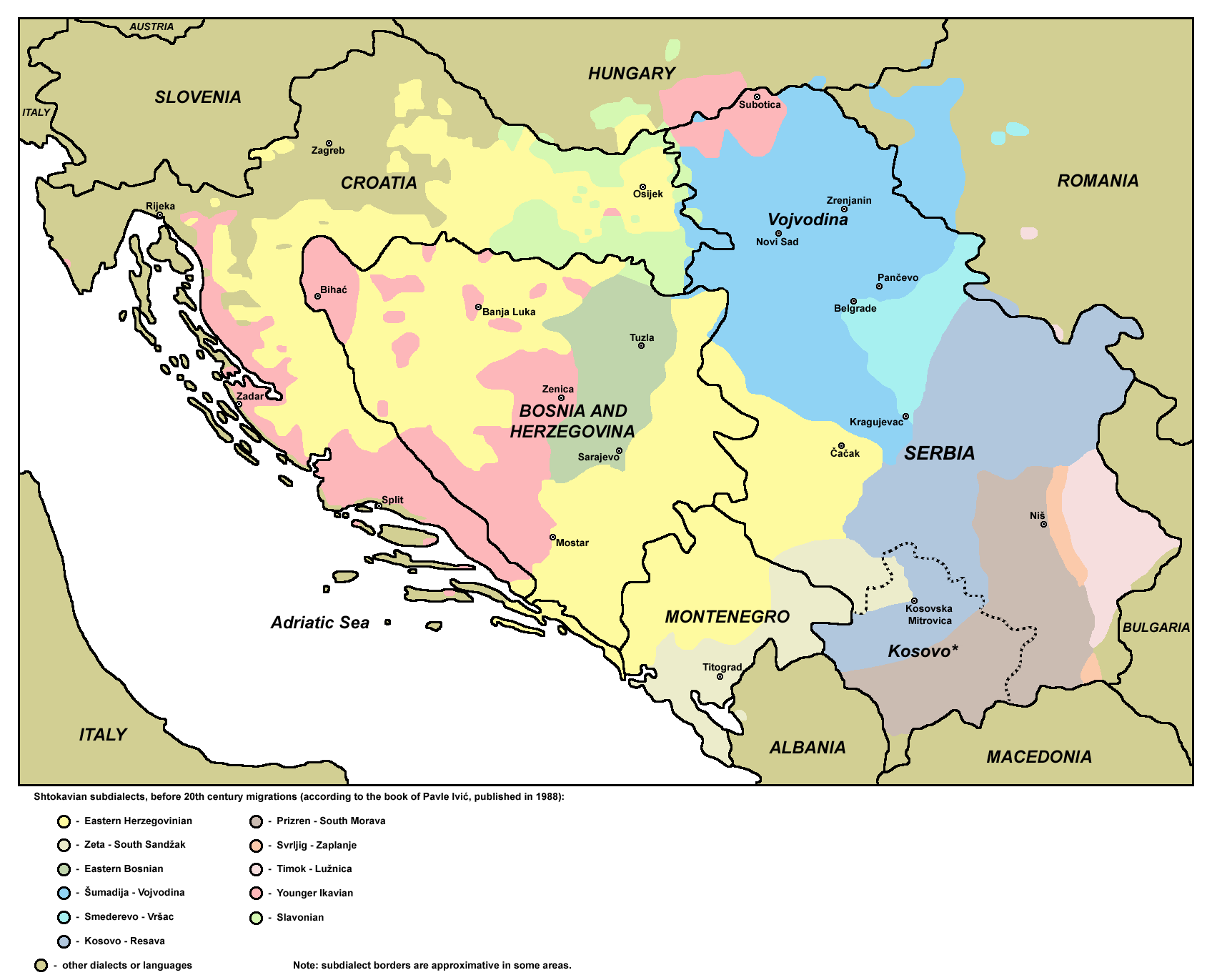
Dialekty sztokawskie, w tym dialekt kosowsko-resawski (ciemnoniebieski)

Dialekt kosowsko-resawski (serb.-chorw. kosovsko-resavski dijalekt) – dialekt sztokawski należący do grupy starosztokawskich używany w Metochii, zachodniej części Kosowa i centralnej Serbii aż po ujście Timoku do Dunaju na północy.
Pod względem językowym łączy się on z powodu licznych archaizmów z dialektem czarnogórskim, z drugiej strony z powodu wielu bałkanizmów stanowi nawiązanie do graniczących od południa gwar torlackich i dalej gwar macedońskich i bułgarskich.
Do gwar kosowsko-resawskich należy także gwara gallipolskich Serbów, którzy w XVI-XVII wieku opuścili dolinę Morawy przenosząc się na Półwysep Gallipoli, a w XX wieku przesiedlili się do Pehczewa we wschodniej Macedonii.

## Cechy językowe
Do cech fonetycznych dialektu kosowsko-resawskiego należą:
- archaiczna akcentuacja – akcent długi opadający zwykle zachował się na pierwotnym miejscu, np. devôjka (lit. djèvōjka), s vōjskôm, glāvôm, ale krótki opadający cofnął się zasadniczo (poza Kosowem i Metochią) na zgłoskę poprzedzającą, np. vȍda, žȅna, pȍtok, rúka, por. czakawskie vodȁ, ženȁ, rūkȁ[1],
- długości zachowały się tylko w zgłoskach przedakcentowych, np. udāvȉt, nārȕče wobec lit. udáviti, nárūčje, w poakcentowych uległy zaś skróceniu (odwrotnie niż w języku literackim), np. kȍren, glȅda, vȉdi, dîvlji wobec lit. kȍrēn, glȅdā, vȉdī, dìvljī[1],
- rozwój *ě w e (ekawica), np. svêt, grê, smējȁt se < psł. *světъ, *grěxъ, *smějati sę, szczególnie konsekwentny na południu, np. nésam, greȍta, sekȉra wobec północnego nísam, griȍta, sikȉra[1],
- zanik χ (jak w większości dialektów sztokawskich), np. lâd, grê, mȕa, ȕo < psł. *xoldъ, *grěxъ, *muxa, *uxo[1].
- brak nowszej palatalizacji we wtórnych grupach stj, zdj, np. lisje, grôzje, wobec literackiego lišće, grôžđe[1],
- częsta metateza grup sj i zj, np. grôjze, klâjse, lîjse[1],
- powstanie nowego fonemu ʒ (dz), np. ʒvêzda, ʒvêr < *zvězda, *zvěrъ, a także w wyrazach dźwiękonaśladowczych, np. ʒipȁt ‘skakać’, ʒrcnut ‘ukłuć’[1].

Spośród innowacji w morfologii należy wymienić:
- bezokolicznik skrócony o -i, np. doć, kazat,
- zlanie się miejscownika liczby mnogiej z dopełniaczem, a nie celownikiem i narzędnikiem, np. kȍliko gȍdina ‘ile lat’, po šûma ‘po lasach’[1],
- czas przyszły z nieodmienną partykułą će (pochodzącą od formy 3. os. l. poj.), np. će mu kažemo ‘powiemy mu’, co nawiązuje do gwar torlackich i ogólnie grupy bułgarsko-macedońskiej[2],
- ograniczenie deklinacji, między innymi wypieranie narzędnika przez biernik z przyimkiem sas ‘z’, np. udȁri sas onû matȉku ‘uderzy tą motyką’[2],
- nieodróżnianie przypadków miejsca od przypadków kierunku, np. u kuću, co znaczy ‘w domu’ lub ‘do domu’, w zależności od kontekstu[2],
- uogólnienie końcówek twardotematowych w deklinacji, np. ovem čoveku, po belem svetu, s onem, žene[2] wobec literackiego ovim čoveku, po b(ij)elim sv(ij)etu, s onim, ženi.

Archaizmami w morfologii są natomiast:
- obecność enklityk zaimków osobowych 1. i 2. osoby liczby mnogiej ni, vi w celowniku i ne, ve w bierniku[2],
- formy przymiotników stopnia wyższego z sufiksem -ši, np. živši, belši,
- formy przysłówków stopnia wyższego typu starej,
- szerokie użycie aorystu, nieco rzadsze, choć wciąż żywe użycie imperfektu.

W leksyce charakterystyczne są liczne turcyzmy, oprócz tego zapożyczenia z języka albańskiego i rumuńskiego.